# 蒂弗妮·米尔布雷特
蒂弗妮·米尔布雷特（英語：Tiffeny Milbrett，1972年10月23日—），美国女子足球运动员。她曾代表美国国家队参加1996年和2000年夏季奥林匹克运动会足球比赛，获得一枚金牌和一枚银牌。